# リーキーガット症候群
リーキーガット症候群（リーキーガットしょうこうぐん）は、医学的には認められていない仮説上の疾患（疑似科学、フードファディズムも参照）。診断法の一つであるとされる遅延型フードアレルギー検査（腸内環境検査）について、日本アレルギー学会は診断的有用性を公式に否定している。

## 仮説

### 症状
リーキーは英語で「漏れる」（leaky）、ガットは英語で腸（gut）の意味であり、症候群（syndrome）、の3つの単語の頭文字を取ってLGSと略されることもある。日本語名称は「腸管壁浸漏症候群」。
原理としては、腸内細菌の働きや炎症等により小腸の壁に分子レベルの小さな隙間が発生することで、本来血管内に取り込まれることはない異物（菌・ウイルス・たんぱく質等）が血液内に漏れ出すことにより様々な症状を発生させる原因となるとされる。
リーキーガット症候群により引き起こされるとされる症状や病気
- 過敏性腸症候群や炎症性腸疾患（潰瘍性大腸炎やクローン病）については、リーキーガットと関連があるとする説があり、最近は肥満やアレルギー疾患、さらに精神疾患との関連性を指摘する声もある[5]。
- 原因不明の熱、筋肉痛・関節痛、胸やけ、息切れ、吐き気、腹痛、抜け毛・もろい爪、お腹の張り・消化不良、不眠症、記憶力低下、集中力低下、不安感、まとまらない考え、疲労感、下痢・便秘、口臭、神経過敏、食欲低下、ニキビ、じんましん、喘息、アトピー性皮膚炎、クローン病、過敏性腸症候群、他[6]。
- 腸粘膜バリアの慢性的な低下（leaky gut syndrome: LGS）は全身疾患の発症に関与するとされている[3]。

### 原因とされるもの
- 未消化の食べ物

酵素材料のたんぱく質が不足していたり、胃酸不足で酵素活性が低下していたりなど、何らかの原因により消化酵素が不足していると、たんぱく質は未消化の状態（ペプチド）で腸粘膜に刺激を与える。
- 腸内の悪性菌の繁殖

カンジダ菌の腸内での増殖がリーキーガット症候群の原因につながっている例があるとされる。臨床現場では大腸内にカンジダが存在する場合があることがわかってきた。
- 食品添加物や農薬による影響

良い腸内細菌を殺してしまうため悪影響があるとされる。
- 常習的な毎日のアルコール消費

女性は1日1杯以上、男性は1日2杯以上で悪影響があるとされる。
- 鎮痛薬や風邪薬に含まれるNSAIDsと呼ばれる薬剤は小腸粘膜を障害し、結果としてリーキーガットを引き起こすという報告がある[5]
- 健康な腸内細菌を殺す頻繁または長期的な抗生物質の使用
- 原虫感染と寄生虫感染
- 小腸細菌過増殖症候群（SIBO）

## 治療法とされるもの
「リーキーガット症候群」の治療法として、栄養補助食品、プロバイオティクス、ハーブ療法、グルテンフリー食品、低FODMAP食、低糖質食、および／または抗真菌食など、様々な治療法が提唱者らによって推奨されているが、提供されている治療法が有益であるというエビデンスはない。
また、これらのいずれも、この目的のために安全かつ効果的であるかどうかを判断するための十分な試験が行われていない。英国の国立医療技術評価機構 (NICE) は、自閉症の主症状やリーキーガット症候群を管理するために、いかなる特別な食事療法も推奨していない。